# Posavsko-podmajevička grupna nogometna liga 1978./79.
"Posavsko-podmajevička grupna nogometna liga" je bila jedna od četiri grupne lige "Međuopćinskog nogometnog saveza Brčko" i liga šestog stupnja nogometnog prvenstva Jugoslavije u sezoni 1978./79. 
 
Sudjelovalo je 14 klubova, a prvak je bio "Napredak" iz Matića. 

## Ljestvica
| mj. | klub                        | ut. | pob. | ner. | por. | gol+ | gol- | bod     |
| --- | --------------------------- | --- | ---- | ---- | ---- | ---- | ---- | ------- |
| 1.  | Napredak Matići             | 26  | 18   | 5    | 3    | 73   | 26   | 39 (-2) |
| 2.  | Bratstvo Srnice             | 26  | 15   | 5    | 6    | 80   | 41   | 35      |
| 3.  | Mladost Vidovice            | 26  | 13   | 7    | 6    | 56   | 43   | 33      |
| 4.  | Pelagićevo                  | 26  | 12   | 4    | 10   | 50   | 44   | 28      |
| 5.  | Sloga Hrgovi Donji          | 26  | 11   | 6    | 9    | 38   | 37   | 28      |
| 6.  | Dubrave                     | 26  | 10   | 7    | 9    | 40   | 37   | 27      |
| 7.  | Jedinstvo Vučkovci          | 25  | 10   | 5    | 10   | 55   | 44   | 25      |
| 8.  | Mladost Gorice              | 26  | 10   | 6    | 10   | 39   | 31   | 24 (-2) |
| 9.  | Crvena zvijezda Donji Žabar | 26  | 10   | 4    | 12   | 44   | 48   | 24      |
| 10. | Prvi maj Bok                | 25  | 10   | 4    | 11   | 40   | 50   | 24      |
| 11. | Partizan Kostrč             | 26  | 10   | 3    | 13   | 53   | 48   | 23      |
| 12. | Posavac Ugljara             | 26  | 9    | 5    | 12   | 35   | 42   | 23      |
| 13. | Mladi zadrugar Donji Rahić  | 26  | 9    | 5    | 12   | 48   | 65   | 23      |
| 14. | Mladost Bosanska Bijela     | 26  | 0    | 2    | 24   | 28   | 117  | 2       |

- ljestvica bez rezultata jedne utakmice
- Bosanska Bijela – naziv za naselje Bijela

## Rezultatska križaljka
| kratica | klub                        | BRA | CRVE | DUB | JED | MLDIZ | MLDOBB | MLDOG | MLDOV | NAP | PAR | PEL | POS | PRVM | SLO |
| --- | --------------------------- | --- | ---- | --- | --- | ----- | ------ | ----- | ----- | --- | --- | --- | --- | ---- | --- |
| BRA | Bratstvo Srnice             |     |      |     |     |       |        |       |       |     |     |     |     |      |     |
| CRVZ | Crvena zvijezda Donji Žabar |     |      |     |     |       |        |       |       |     |     |     |     |      |     |
| DUB | Dubrave                     |     |      |     |     |       |        |       |       |     |     |     |     |      |     |
| JED | Jedinstvo Vučkovci          |     |      |     |     |       |        |       |       |     |     |     |     |      |     |
| MLDIZ | Mladi zadrugar Donji Rahić  |     |      |     |     |       |        |       |       |     |     |     |     |      |     |
| MLDOBB | Mladost Bosanska Bijela     |     |      |     |     |       |        |       |       |     |     |     |     |      |     |
| MLDOG | Mladost Gorice              |     |      |     |     |       |        |       |       |     |     |     |     |      |     |
| MLDOV | Mladost Vidovice            |     |      |     |     |       |        |       |       |     |     |     |     |      |     |
| NAP | Napredak Matići             |     |      |     |     |       |        |       |       |     |     |     |     |      |     |
| PAR | Partizan Kostrč             |     |      |     |     |       |        |       |       |     |     |     |     |      |     |
| PEL | Pelagićevo                  |     |      |     |     |       |        |       |       |     |     |     |     |      |     |
| POS | Posavac Ugljara             |     |      |     |     |       |        |       |       |     |     |     |     |      |     |
| PRVM | Prvi maj Bok                |     |      |     |     |       |        |       |       |     |     |     |     |      |     |
| SLO | Sloga Hrgovi Donji          |     |      |     |     |       |        |       |       |     |     |     |     |      |     |
| |                             |     |      |     |     |       |        |       |       |     |     |     |     |      |     |
| podebljan rezultat - utakmice od 1. do 13. kola (1. utakmica između klubova) rezultat normalne debljine - utakmice od 14. do 26. kola (2. utakmica između klubova) rezultat nakošen - nije vidljiv redoslijed odigravanja međusobnih utakmica iz dostupnih izvora rezultat nakošen i smanjen * - iz dostupnih izvora nije uočljiv domaćin susreta prekrižen rezultat - poništena ili brisana utakmica p - utakmica prekinuta 3:0 p.f. / 0:3 p.f. - rezultat 3:0 bez borbe n.i. - nije igrano |                             |     |      |     |     |       |        |       |       |     |     |     |     |      |     |

 Izvori: 

## Unutrašnje poveznice
- Međuopćinska liga Brčko 1978./79.
- Posavska grupna liga 1978./79.